# Gaj (Lipik)
Gaj is een plaats in de gemeente Lipik in de Kroatische provincie Požega-Slavonië. De plaats telt 352 inwoners (2001).